# 4-氨基安替比林
4-氨基安替比林是氨基比林的代谢产物，具有镇痛、抗炎和解热作用。由于存在粒细胞缺乏症的风险，这一药物不再被推荐。它可用作产生过氧化物或酚类的生化反应的试剂。